# Хаґвон
Хаґвон (кор.: хангиль: 학원; [ha.ɡwʌn]) — корейський термін на позначення платних приватних навчальних закладів. Їх часто порівнюють з підготовчими школами. Деякі вважають, що хаґвони — це приватні центри вивчення мов або академії, що працюють окремо від південнокорейської шкільної системи. Станом на  2022, 78,3 % учнів початкових класів у Південній Кореї навчаються принаймні в одному хаґвоні, та витрачають там щонайменше 7,2 години щотижня.
Більшість дітей починають їх відвідувати з п'яти років, а деякі навіть з двох. Ці заклади переважно зосереджуються на одному предметі: англійської, математики; або на іспиті — наприклад, на вступному іспиті для коледжів. Хаґвони також є для дорослих.
Хаґвони постійно є спірною темою у Південній Кореї. Вони вважаються симптомом значної конкуренції в південнокорейській освіті, та призводять до значних фінансових витрат та стресу в більшості сімей, члени яких вчаться у цих закладах. Вони навіть впливають на ціни на нерухомість — житло, що знаходиться близько до елітних хаґвонів, у високому попиті.

## Опис
Хаґвони — приватні навчальні заклади, які часто порівнюють із підготовчими школами на Заході. У них навчають різних предметів для різних цілей та вікових категорій. Станом на 2020, у Південній Кореї було 73 865 хаґвонів.

## У популярній культурі
- Експрес-курс із романтики[en] (південнокорейський телесеріал 2023 року)
- 9 серія (피리부는 사나이) Надзвичайна юристка У (південнокорейський телесеріал 2022 року)